# إيرنيستو كاستيو
إيرنيستو كاستيو (بالألمانية: Ernesto Castillo) (و. 1970  م) هو فنان، وشاعر، وفنان أداء، وكاتب ألماني، ولد في لايبزيغ.